# 苏东 (解说员)
苏东（1966年2月28日—），中国体育解说员，现时担任咪咕视频足球和篮球解说员。

## 简介
苏东1966年出生于陕西西安，1990年大学毕业后进入原国家体委担任翻译工作，并参与了1990年北京亚运会的筹备工作。1994年，苏东与女友、跳水世界冠军高敏一起前往美国留学，就读于南伊利诺伊大学，1995年二人结婚，育有一子，1997年离婚。在美国留学期间，苏东曾在纽约NY1电视台工作。1994年，苏东看到《世界日报》上ESPN的一则招聘启事，之后他报名参加了ESPN组织的考试，并从3000多名应聘者中脱颖而出，担任ESPN中文体育解说员。
2007年，苏东回到中国，加盟天盛欧洲足球频道，不久后跳槽转入CSPN。此后苏东辗转中国国内多个体育赛事平台，现时担任咪咕视频足球和篮球解说员。
苏东以激情解说见长，尤其以标志性的“苏东吼”闻名。